# Víctor Soler Beneyto
Víctor Soler Beneyto (Gandía, 24 de octubre de 1980) es un político español, diputado a las Cortes Valencianas en la IX legislatura del Partido Popular.

## Biografía
Es licenciado en Ciencias políticas y de la administración por la Universidad de Valencia y diplomado en Gestión y Administración Pública por la Universidad Jaume I. Militante del Partido Popular de la Comunidad Valenciana, de 2007 a 2012 fue presidente de Nuevas Generaciones a Gandía. De 2010 a 2011 fue asesor del Consejero de Infraestructuras y Transporte. En las elecciones municipales españolas de 2011 fue escogido regidor del ayuntamiento de Gandía, donde también ha sido primer teniente de alcalde, portavoz del grupo municipal popular y concejal de administración y coordinación de gobierno. En 2012 fue nombrado secretario general del Partido Popular de Gandía y en febrero de 2016, fue nombrado presidente del Partido Popular de Gandía, con el respaldo de toda la ejecutiva local y vocal del Comité ejecutivo regional. En septiembre de 2015 sustituyó en su escaño Manuel Llombart Fuertes, elegido diputado en las elecciones a las Cortes Valencianas de 2015.